# Twicetagram
Twicetagram è il primo album in studio del gruppo musicale sudcoreano Twice, pubblicato il 30 ottobre 2017 dalla JYP Entertainment e distribuito da Genie Music.

## Il titolo
Il titolo Twicetagram fa riferimento al proprio account Instagram ufficiale con lo stesso nome.

## Descrizione
La traccia principale Likey, singolo electro-pop, è stato composto da Black Eyed Pilseung e Jeon Gun, anche diversi compositori e cantautori hanno partecipato alla composizione all'album, inclusi i membri delle Twice e Hyerim, ex membro delle Wonder Girls, che ha co-composto l'ottava traccia intitolata Look at Me.

## Tracce
1. Likey – 3:28 (Black Eyed Pilseung, Jeon Gun)
2. Turtle (거북이?, GeobugiLR) – 3:18 (Jeong Ho-hyun)
3. Missing U – 3:00 (testo: Earattack, Dahyun, Chaeyoung – musica: Earattack)
4. Wow – 3:01 (testo: Mafly, Ponde, Lee Mi-so, Kako – musica: Pop Time, Kriz)
5. FFW – 3:46 (testo: Kiggen, Assbrass – musica: Reign Write, NAOtheLAIZA)
6. Ding Dong – 3:32 (testo: Jowul – musica: Risto Asikainen, Antti Hynninen)
7. 24/7 – 3:36 (testo: Nayeon, Jihyo – musica: Daniel Ceasar, Ludwig Lindell, Cazzi Opeia)
8. Look at Me (날 바라바라봐?, Nal BarabarabwaLR) – 3:13 (Frants, Hyerim)
9. Rollin – 3:11 (testo: Earattack, Yooki – musica: Earattack, Fox Stevenson)
10. Love Line – 3:17 (testo: Jeongyeon – musica: Darren Smith, Tammy Infusino)
11. Don't Give Up (힘내!?, Himnae!LR) – 2:58 (testo: Chaeyoung – musica: Chris Wale, Thomas Harsem, Andreas Ohrn)
12. You in My Heart (널 내게 담아?, Neol Naege DamaLR) – 3:29 (testo: Jeong Ho-hyun – musica: Jeong Ho-hyun, Choi Hyun-jun)
13. Jaljayo Good Night (잘자요 굿나잇?,  Jaljayo GunnaitLR) – 4:23 (Kevin Oppa)

## Classifiche

### Classifiche settimanali
| Classifica (2017) | Posizione massima |
| ----------------- | ----------------- |
| Corea del Sud     | 1                 |
| Giappone          | 7                 |

### Classifiche di fine anno
| Classifica (2017) | Posizione |
| ----------------- | --------- |
| Corea del Sud     | 12        |
| Classifica (2018) | Posizione |
| Corea del Sud     | 12        |
| Giappone          | 63        |

## Riconoscimenti
- Golden Disc Award
  - 2018 – Nominaton Album Daesang[6]
  - 2018 – Album Bonsang
  - 2019 – Nominaton Album dell'anno - quarto trimestre[7]

## Merry & Happy
Merry & Happy è il repackage di twicetagram, pubblicato l'11 dicembre 2017.

### Tracce
1. Heart Shaker – 3:08
2. Merry & Happy – 3:16
3. Likey – 3:28
4. Turtle (거북이?, GeobugiLR) – 3:18
5. Missing U – 3:00
6. Wow – 3:01
7. FFW – 3:46
8. Ding Dong – 3:32
9. 24/7 – 3:36
10. Look at Me (날 바라바라봐?, Nal BarabarabwaLR) – 3:13
11. Rollin – 3:11
12. Love Line – 3:17
13. Don't Give Up (힘내!?, Himnae!LR) – 2:58
14. You in My Heart (널 내게 담아?, Neol Naege DamaLR) – 3:29
15. Jaljayo Good Night (잘자요 굿나잇; Jaljayo Gunnait?) – 4:23

### Classifiche

#### Classifiche settimanali
| Classifica (2017) | Posizione massima |
| ----------------- | ----------------- |
| Corea del Sud     | 1                 |

#### Classifiche di fine anno
| Classifica (2017) | Posizione |
| ----------------- | --------- |
| Corea del Sud     | 19        |
| Classifica (2018) | Posizione |
| Corea del Sud     | 77        |